# Nobutada Oda
 Nobutada Oda (japonsky 織田 信忠 Oda Nobutada, 1557 – 21. června 1582) byl nejstarší syn Nobunagy Ody a samuraj, který bojoval v mnoha bitvách během období Sengoku. Vedl armády svého otce v bitvách proti Hisahidemu Macunagovi a proti klanu Takeda.
V roce 1582 byl jeho otec přinucen Micuhidem Akečim, jedním ze svých generálů, spáchat rituální sebevraždu seppuku. Nobutada uprchl do hradu Azuči, kde byl přepaden Akečiho muži a také přinucen k sebevraždě.

## Rodina
- Nobuhide Oda – děd
- Nobunaga Oda – otec
- Hidenobu Oda – nejstarší syn
- Mačuha – manželka (dcera Šingena Takedy)